# Montserrat Padrós Mangot
Montserrat Padrós Mangot   (Barcelona, 1937) és una artista, pintora i dibuixant catalana nascuda a Barcelona. Va estudiar Magisteri i s'hi va dedicar un temps, però ben aviat va canviar de professió per la seva vocació, la pintura. Com a artista, la seva pintura té trets formals propers a l'expressionisme i l'impressionisme i ha exposat tant en l'àmbit nacional com en l'internacional.

## Biografia
Mangot va néixer a Barcelona el 1939. Va estudiar Magisteri i haver-shi dedicat durant uns anys, va ingressar a l'Escola Massana l'any 1970, on va conèixer les tècniques del dibuix, pintura, mosaic, estampació, vidriera i gravat. Sis anys més tard, es va graduar en tècniques de pintura mural. Des d'aquest moment, la seva producció artística ha estat fructífera i ha exposat la seva obra a diferents ciutats d'Espanya i Itàlia, Ginebra i Nova York.
L'any 1983 guanyà el Premi de Pintura "Maria Trías" en la seva XXIII edició del Ciutat de Palamós i el 1989 el Premi d’Honor amb Paleta d’Argent a la XXII edició del Concurs Internacional de Pintura de la Fundació Margarita Marsà, atorgat per l’Ajuntament de Palamós, Girona.
L'any 1988 la Generalitat de Catalunya li patrocinà una exposició Homenatge a Gaudí amb el catàleg Mangot pinta Gaudí, que el 24 de gener de 1994 va ser inclòs al museu The Hispanic Society of America i el 5 d’agost d’aquell mateix any a la biblioteca del The Metropolitan Museum of Art de Nova York.

## Obra
La seva pintura, propera a l’expressionisme i l’impressionisme, es caracteritza per una paleta acolorida i expressiva i per una pinzellada solta, que dona forma a les figures sense que aquestes necessitin la línia per esdevenir-se. A les seves obres hi trobem principalment paisatges urbans i marítims que ens remeten a la vibrant llum mediterrània. Pel que fa al retrat, Mangot cerca l’essència, la veritat del retratat; en definitiva, plasmar-ne l'ànima.